# Viscosimetro di Hoppler

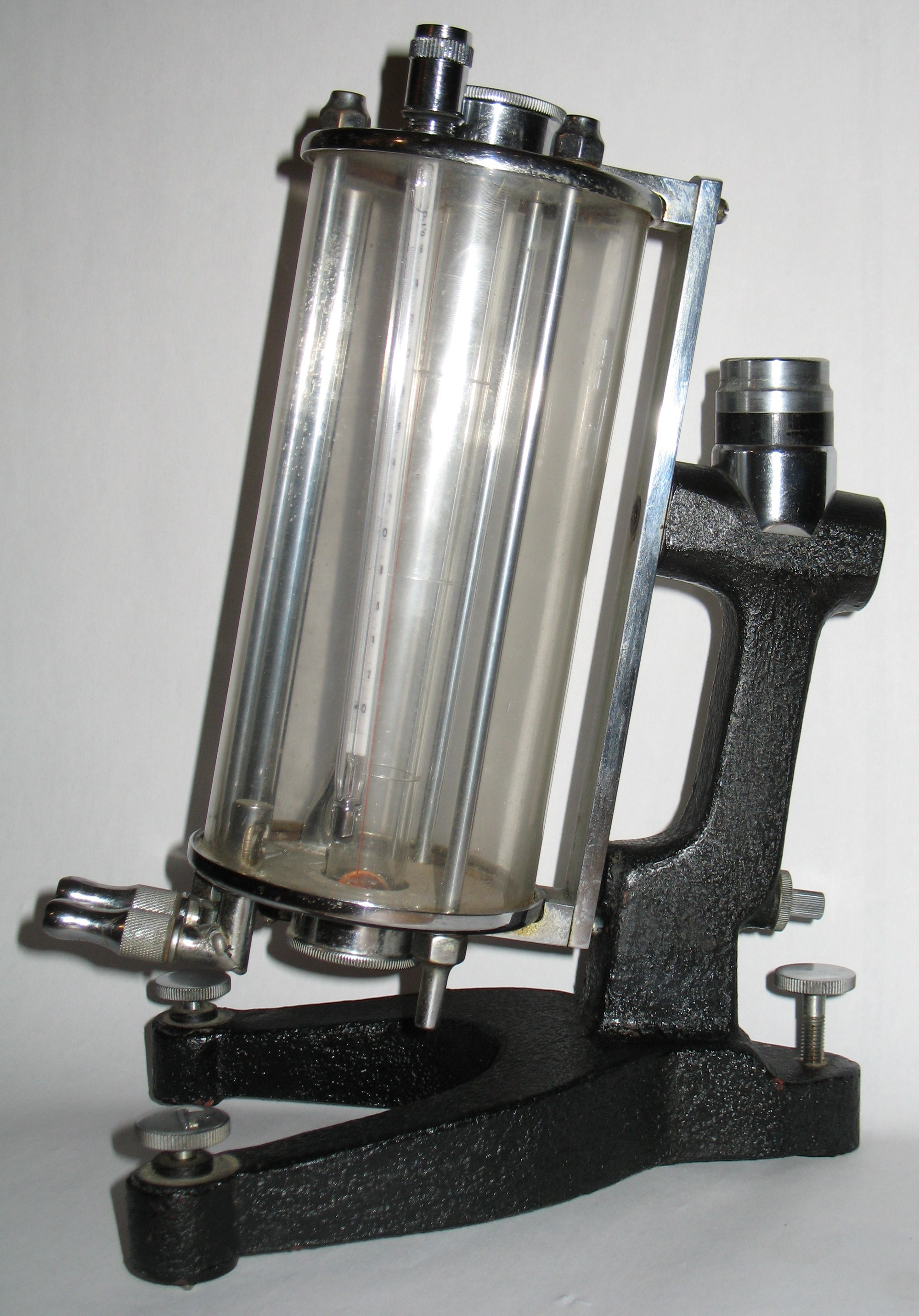
Viscosimetro di Hoppler (1932)

Il viscosimetro di Hoppler è un particolare tipo di viscosimetro utilizzato per determinare liquidi ad alta viscosità. È basato sulla legge di Stokes. È formato da un tubo cilindrico di vetro sul quale sono segnati due traguardi h1 e h2 distanti normalmente circa 10 cm l'uno dall'altro. Il cilindro è a sua volta riempito con il liquido in esame e viene posto in posizione leggermente inclinata nell'interno di un bagno termostatato.
{\displaystyle {\frac {\mu _{1}}{\mu _{2}}}={\frac {(D-d_{1})t_{1}}{(D-d_{2})t_{2}}}}